# Kuroshima (Okinawa)
Kuroshima (Japans: 黒島; Yaeyama: Ffusïma; Okinawaans: Kurushima, "zwart eiland") is een eiland in de Yaeyama-archipel in de prefectuur Okinawa. Het eiland is met een veerboot bereikbaar vanaf Ishigaki.